# 에반게리온: 파
《에반게리온: 파》(일본어: エヴァンゲリヲン新劇場版 : 破 에반게리온 신게키조반: 하[*], EVANGELION:2.0 YOU CAN （NOT） ADVANCE)는 신극장판 4부작의 두 번째 작품이다. 2009년 6월 27일부터 일본 전역에서 개봉하였고 대한민국에서는 12월 3일에 개봉하였다. 상영시간은 108분이다. 제3 사도와 제7 사도의 변경 등 설정적으로나 줄거리 전체적으로나 달라진 점이 많으며, 특히 후반부의 전개는 팬들의 뜨거운 호응을 불러일으켰다. 정식 개봉시의 제목은 서편과 마찬가지로 "에반게리온: 파(破)"다.

## 출연

### 주연
- 오가타 메구미 - 이카리 신지 목소리 역
- 하야시바라 메구미 - 아야나미 레이 목소리 역
- 미야무라 유코 - 시키나미 아스카 랑그레이 목소리 역
- 사카모토 마아야 - 마카나미 마리 일러스트리어스 목소리 역
- 미츠이시 코토노 - 카츠라기 미사토 목소리 역
- 야마데라 코이치 - 카지 료지 목소리 역
- 타치키 후미히코 - 이카리 겐도 목소리 역
- 야마구치 유리코 - 아카기 리츠코 목소리 역
- 키요카와 모토무 - 후유츠키 코조 목소리 역

### 조연
- 이시다 아키라 - 나기사 카오루 목소리 역
- 세키 토모카즈 - 스즈하라 토우지 목소리 역
- 코야스 타케히토 - 아오바 시게루 목소리 역
- 이와오 준코
- 나가사와 미키 - 이부키 마야 목소리 역
- 이와나가 테츠야 - 아이다 켄스케 목소리 역
- 유우키 히로 - 휴가 마코토 목소리 역
- 무기히토 - 킬 로렌츠 목소리 역
- 하야시바라 메구미 - 펜펜 목소리 역

## 기타
- 조연출: 마샤유키
- 조연출: 츠루마키 카즈야